# Honillung
A Honillung (Heonilleung) (헌인릉) Szöulban található, két sírból álló Csoszon (Joseon)-kori királysírcsoport, melybe Thedzsong (Taejeong) és Szundzso (Sunjo) királyokat és királynéiket helyezték.

## Jellemzői
A Hollung (Heolleung) sír ikersírhalmokból áll, a királyt a bal, a királynét a jobb oldaliba temették. A két sírhalmot kerítés köti össze. Az Illung (Illeung) sír egyetlen halomból áll. Szundzsót (Sunjót) eredetileg a phadzsui (pajui) Csangnung (장릉, Jangneung) sírba temették, 1856-ban azonban áthelyezték ide, mert a geomancia szerint a régi nyugvóhely nem volt megfelelő.
| Sír neve                  | Elhunytak neve                                                  | Év   |
| ------------------------- | --------------------------------------------------------------- | ---- |
| Hollung (헌릉, Heolleung) | Thedzsong (Taejeong) király Vongjong (원경, Wongyeong) királyné | 1420 |
| Illung (인릉, Illeung)    | Szundzso (Sunjo) király Szunvon (순원, Sunwon) királyné         | 1856 |